# 아카쓰카촌 (이바라키현)
아카쓰카촌(赤塚村)은 이바라키현 히가시이바라키군에 있던 촌이다. 
1955년에 야마네촌・가와와다촌의 일부와 가미나카쓰마촌이 합병으로 존재했지만, 1958년에 미토시에 편입되었다.

## 지리
- 현재의 미토시의 서부에 위치한다.
- 마을의 대부분은 고원지대로 이루어져 있다.
- 마을 안에는 센바코 호수, 히누마강 지류가 흐른다.

## 역사
- 1953년 5월 18일 - 2급국도 제122호선(현재의 국도 제50호선)이 제정되었다.
- 1955년 4월 1일 - 가미나카쓰마촌의 일부, 야마네촌・가와와다촌의 일부가 합병해 히가시이바라키군 아카쓰카촌이 성립하였다.
- 1958년 4월 1일 - 미토시에 편입에 의해 소멸하였다.

## 교통

### 철도
촌내에 조반선이 지나갔지만. 역은 소재하지 않았다. 가장 가까운 역은 아카쓰카역이지만 촌내에는 있지 않다.

### 도로
- 2급국도
  - 국도 제122호선 (→ 국도 제50호선)

## 참고문헌
- 角川日本地名大辞典編纂委員会『角川日本地名大辞典 8 茨城県』、角川書店、1983年 ISBN 4040010809